# Kurt von Unruh
Kurt von Unruh (* 30. Oktober 1894 in Hannover; † 22. Februar 1986 in Roding) war ein deutscher Kunstmaler und stammte aus einer alten Adelsfamilie. Er war der Bruder der Schriftsteller Fritz und Friedrich Franz von Unruh.

## Leben
Nach einer Offiziersausbildung schied Unruh 1913 aus dem Militärdienst aus und wandte sich der Malerei zu. Während der Zeit als Kriegsfreiwilliger nahm er 1916/17 auf Vermittlung Max Liebermanns an Lehrgängen der Berliner Kunstakademie teil, besuchte 1918 die Bildhauerklasse der Frankfurter Kunstgewerbeschule und ging bei dem Bühnenmaler August Babberger in die Lehre. 1919 ging er nach Mittenwald, wo 1921–1931 seine Karwendelbilder entstanden. 1935 hielt sich Unruh mit einem Stipendium in der Villa Massimo in Rom auf. 1937 wurde er als entarteter Künstler diffamiert, 1941 sein Atelier in München zerstört. Unruh schuf vor allem Pastelle, Aquarelle und Kohlezeichnungen.

## Ausstellungen
- 1977 Museum der Stadt Regensburg (anlässlich der Verleihung des Kulturpreises), mit Ausstellungskatalog

## Auszeichnungen
- 1974 Albertus-Magnus-Medaille der Stadt Regensburg[1]
- 1977 Kulturpreis der Stadt Regensburg[2]